# Błogosławieństwo
Błogosławieństwo w Biblii – termin religijny oznaczający formułę lub gest wyrażenia życzenia udzielenia łaski przez Boga.
Słowo błogosławieństwo pochodzi od łacińskiego bene-dictio (gr. eu-logein) – mówić dobrze, życzyć czegoś dobrego. Swymi korzeniami sięga do hebrajskiego źródłosłowu brk. Ten jeden rdzeń służy do określenia różnych form błogosławieństwa: beraka – błogosławieństwo; barek – błogosławić; baruk – błogosławiony.

## Błogosławieństwo w Biblii

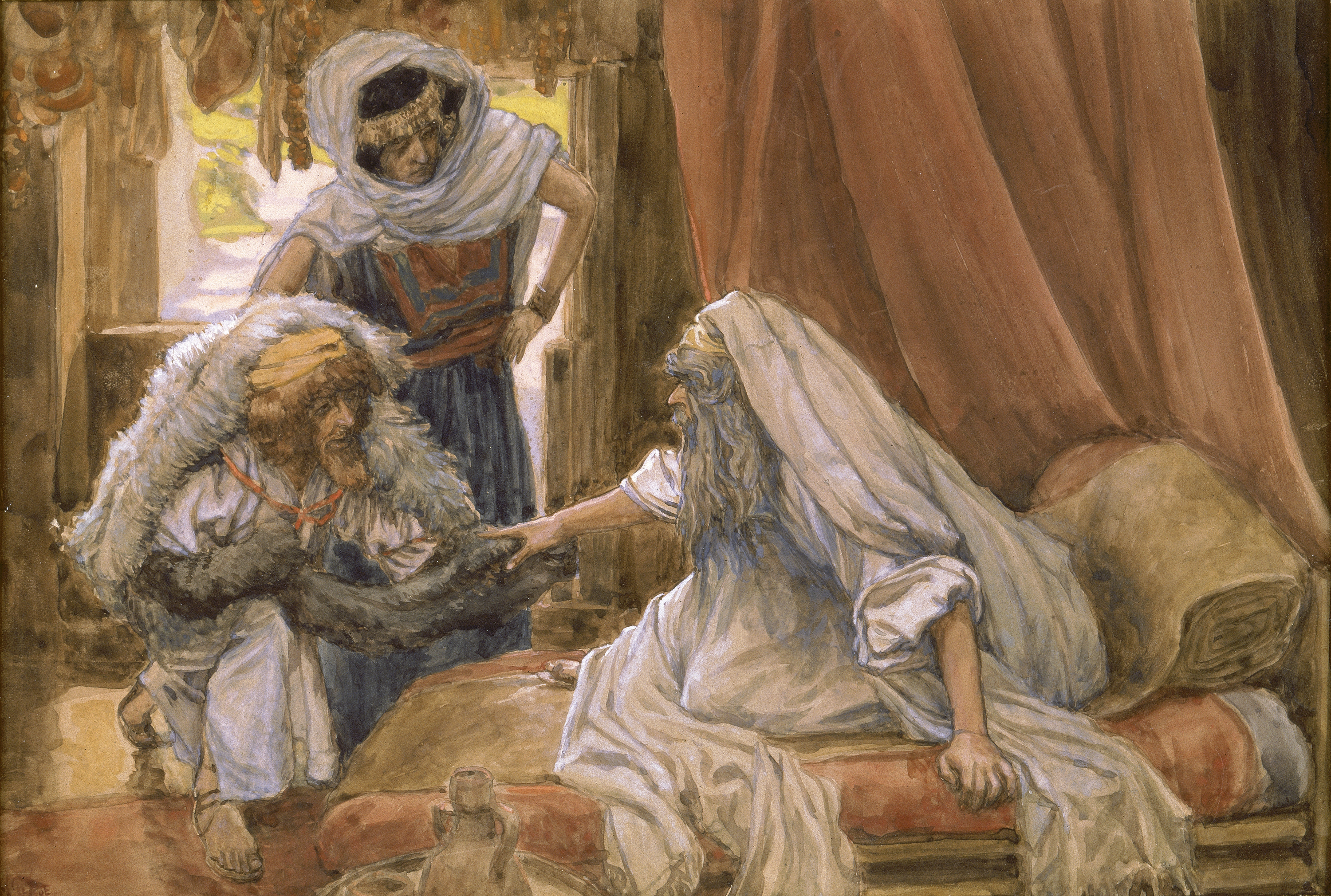
Jakub oszukuje Izaaka, James Tissot

Jako rzeczownik beraka (błogosławieństwo) oznacza dar, upominek. Dar ten wyraża ideę spotkania z drugim człowiekiem. Błogosławieństwo jawi się jako idea wspólnoty, pojednania i ukazuje relację pomiędzy Bogiem a człowiekiem. Bóg obdarowuje człowieka różnymi dobrami, których posiadanie zapewnia dostatek i szczęście
Jako czasownik barek (błogosławić) określa akcję ofiarowania daru i posiada szeroki zakres znaczeniowy. Od pozdrowienia przechodniów na ulicy, po formy grzecznościowe w życiu codziennym, aż do wskazania na Boga, który jest źródłem błogosławieństwa, a Jego błogosławieństwo odnosi się do życia. Odbiorcami bożego błogosławieństwa są istoty żywe (stworzenia), a w szczególny sposób człowiek, który uczestniczy w przekazywaniu błogosławieństwa. Ojciec błogosławi synowi i w ten sposób przekazuje błogosławieństwo Boga. Rodzice współpracują z Bogiem udzielając błogosławieństwa (życia) swym dzieciom. Głowa rodziny – ojciec błogosławi swe potomstwo, wypraszając mu u Boga potrzebne łaski: życie dostatnie i szczęśliwe
Natomiast użyty jako przymiotnik baruk (błogosławiony) jest określeniem daru lub osoby, która go otrzymuje. Przymiotnik baruk jest najmocniejszym wyrażeniem idei błogosławieństwa. Ten, kto został pobłogosławiony przez Boga jest Jego szczególną własnością; uczestniczy w sposób wyjątkowy w Jego przymiotach. Osoba błogosławiona jest objawieniem Bożej łaskawości i hojności. Błogosławiony człowiek promieniuje Bożą dobrocią i nie zatrzymuje dla siebie daru Bożego błogosławieństwa lecz przekazuje go innym. Postawa błogosławionego wzbudza euforię i radość. Jest okrzykiem wdzięczności dla Boga. Bóg błogosławiąc człowiekowi, staje się Autorem wspaniałych wydarzeń w jego życiu, a człowiek uczestnicząc w błogosławieństwach staje się ich współautorem. W Osobie Jezusa Bóg objawił swą potęgę i moc. Życie i Osoba Jezusa jest objawieniem Bożego błogosławieństwa. Każdy, kto spotyka Jezusa napełnia się Duchem Świętym i staje się błogosławionym – emanuje szczęściem, wewnętrzną siłą, pokojem i radością.
Rdzeń brk jest powiązany znaczeniowo ze słowem birkaym kolano (wskazuje czyn – zgięcie kolana – gest adoracji) oraz odnosi się do płodności seksualnej. Błogosławieństwo ukazuje ideę dobrobytu i powodzenia życiowego określanego w Biblii jako ideę pokoju. Dobrobyt i pokój oznacza życie w harmonii z samym sobą i otaczającym światem. To poczucie bezpieczeństwa płynie ze świadomości nieustannej opieki Boga. Radość i zadowolenie są spontaniczną reakcją człowieka na otrzymane błogosławieństwo. Błogosławieństwo odnosi się przede wszystkim do życia i płodności. W zdolności przekazywania życia ujawnia się Boża moc stwórcza i aktualizuje się błogosławieństwo.
Otrzymywanie i udzielanie błogosławieństwa stanowi jeden z najbardziej istotnych aspektów życia biblijnego Izraela jako ludu Bożego wybrania. W błogosławieństwach znajdują wyraz osobowe relacje między Bogiem a człowiekiem lub grupą ludzi, a także motywowane względami religijnymi pragnienie budowania i umacniania więzi między ludźmi. Błogosławieństwo to słowa lub czynności wyposażone w skuteczną duchową moc, dzięki której obdarowana jednostka bądź wspólnota czują się umocnione i bezpieczne, wolne od lęków oraz odporne na szkodliwe wpływy i oddziaływania. Błogosławieństwo jako dar Boga, od którego pochodzi wszelkie dobro, stanowi namacalny przejaw i potwierdzenie Jego życiodajnej obecności w świecie oraz przychylności wobec tych, którzy mu ufają.
Błogosławieństwo w Starym Testamencie
Ojcowie rodów udzielali błogosławieństwa swoim potomkom. Błogosławieństwo ojcowskie związane było z przywilejem pierworództwa. Ezaw sprzedał Jakubowi swe pierworództwo, czego wynikiem było podstępne przejęcie błogosławieństwa udzielonego przez Izaaka.
Przede wszystkim udzielanie błogosławieństwa było obowiązkiem kapłanów z polecenia samego Boga.
Błogosławieństwa wypowiadane były również nad miejscami i przedmiotami, dla zarezerwowania ich dla spraw Bożych lub ustrzeżenia przed złem. Bycie błogosławionym jest synonimem bycia szczęśliwym, trwania w świętości i chwale, stąd błogosławienie Bogu, wyrażone w formule Błogosławiony jesteś, Panie!, obecne np. w psalmach biblijnych.
Błogosławieństwa Starego Testamentu w swej treści odwołują się do wiary i wskazują na Boga, który jest źródłem wszelkiego dobra. Powodzenie materialne to znak Bożej łaskawości. 
Błogosławieństwa ST dotyczą:
- Narodu Izraela: Izraelu, tyś szczęśliwy! Któż tobie podobny? Narodzie zbawiony przez Pana, Obrońca twój tobie pomaga, błogosławi zwycięski twój miecz[9]. Źródłem tego stanu jest Bóg, który zbawia swój lud.

- Osoby. Podmiotem błogosławieństwa jest zawsze osoba[14]: Szczęśliwi wszyscy, co w Nim szukają ucieczki (Ps 2,12). Szczęśliwy mąż, który nie idzie za radą występnych, nie wchodzi na drogę grzeszników i nie siada w gronie szyderców[10].

- Świątyni w Jerozolimie: Szczęśliwi, którzy mieszkają w domu Twoim, Panie, nieustannie Ciebie wychwalają[11].

- Osób biednych: Szczęśliwy ten, kto myśli o biednym, w dniu nieszczęścia Pan go ocali[12].

- Wierności Bożym przykazaniom i przymierzu: Szczęśliwi, którzy strzegą przykazań, w każdym czasie czynią to, co sprawiedliwe[13].

- Rodziny: Szczęśliwy mąż, który ma dobrą żonę; liczba dni jego będzie podwójna[14].

- Sprawiedliwego życia i pracy: Szczęśliwy sprawiedliwy, bo pozyska dobro; zażywać będzie owoców swych czynów[15].

Znaczenie terminu baruk rozszerza się na samego Boga, który jest nazywany błogosławionym. Bóg jest błogosławiony, gdyż:
- Wysłuchuje ludzkich modlitw: Błogosławiony Pan, gdyż usłyszał głos mego błagania[16].

- Daje zwycięstwo nad wrogiem: Niech będzie błogosławiony Bóg Najwyższy, gdyż w twe ręce wydał twoich wrogów[17].

- Od Niego pochodzi mądrość: Niech będzie błogosławiony Pan, który Dawidowi dał mądrego syna, by władał nad całym tym ludem[18].

- On jest dawcą pokoju i dotrzymuje danych obietnic: Niech będzie błogosławiony Pan, który dał pokój swemu ludowi, Izraelowi, według tego wszystkiego, co zapowiedział; za to, że nie uchybił ani jednemu wypowiedzianemu słowu z wszelkiej obietnicy pomyślności, danej przez swego sługę Mojżesza[19].

- Od Niego pochodzi zbawienie: Pan niech będzie przez wszystkie dni błogosławiony: ciężary nasze dźwiga Bóg, zbawienie nasze[20].

- Mieszka w Jeruzalem: Niech będzie błogosławiony Pan z Syjonu, który mieszka w Jeruzalem![21].

Błogosławieństwo w Nowym Testamencie
Błogosławieństwa Nowego Testamentu odnoszą się do Królestwa Bożego (w całej Jego dynamice początku, rozwoju i wypełnienia). Wejście do królestwa Bożego stanowi najwyższą wartość i jedyny cel życia ludzkiego. Osoby które należą do królestwa Bożego stają się szczęśliwymi (błogosławionymi). 
Błogosławiony / szczęśliwy jest człowiek, który:
- Jest świadkiem pojawienia się królestwa Bożego[24]

- Przez wiarę ma do niego dostęp[25]

- Słucha słowa Bożego[26]

- Pomimo prześladowań pozostaje mu wierny[27]

- Czuwa przed przyjściem Pana[28]

- Trwa w pełnieniu uczynków miłości[29]

Błogosławieństwa dotyczące Maryi:
- Bądź pozdrowiona, pełna łaski, Pan z Tobą, błogosławiona jesteś między niewiastami[30]

- Błogosławiona jesteś między niewiastami i błogosławiony jest owoc Twojego łona[31]

- Błogosławiona jesteś, któraś uwierzyła, że spełnią się słowa powiedziane Ci od Pana[32]

Błogosławieństwa zawarte w Kazaniu na Górze
Jezus rozpoczął swoje kazanie na górze podaniem katalogu błogosławieństw, z których osiem odnotował Ewangelista Mateusz, a cztery Ewangelista Łukasz.
W błogosławieństwach Jezus odnosi się do Boga, który jest Ojcem i w łączności (komunii) z Nim człowiek otrzymuje błogosławieństwo. Jezus ogłasza szczęśliwymi osoby, którymi świat pogardza; które w oczach świata uchodzą za godne litości czy potrzebują współczucia.
Błogosławieństwa zawarte w Apokalipsie św. Jana
Apokalipsa zawiera dwa błogosławieństwa (spięte niczym klamrą) o strzegących słowa Pańskiego:    
- Błogosławiony, który odczytuje, i którzy słuchają słów Proroctwa, a strzegą tego, co w nim napisane, bo chwila jest bliska[36];

- A oto niebawem przyjdę. Błogosławiony, kto strzeże słów proroctwa tej księgi[37].

Błogosławionymi / szczęśliwymi są:
- Męczennicy za wiarę[38]

- Którzy mają nadzieję na spełnienie obietnic Bożych[39]

- Którzy zostali zaproszeni na ucztę godów Baranka[40]

## Liturgia
Terminem błogosławieństwo końcowe (lub skrótowo: błogosławieństwo; łac. Benedicto) określa się błogosławieństwo udzielane przez celebransa na koniec mszy (przed rozesłaniem w formie zwyczajnej, a po w formie nadzwyczajnej rytu rzymskiego).

| nadzwyczajna forma rytu rzymskiego | zwyczajna forma rytu rzymskiego                                           | zwyczajna forma rytu rzymskiego                                         |
| --- | ------------------------------------------------------------------------- | ----------------------------------------------------------------------- |
| Dominus vobiscum. | Dominus vobiscum.                                                         | Pan z wami.                                                             |
| Et cum spiritu tuo. | Et cum spiritu tuo.                                                       | I z duchem twoim.                                                       |
| Ite, missa est. |                                                                           |                                                                         |
| Deo gratias. |                                                                           |                                                                         |
| Placeat tibi, sancta Trinitas, obsequium servitutis meae: et praesta, ut sacrificium quod oculis tuae maiestatis indignus obtuli, tibi sit acceptabile, mihique, et omnibus pro quibus illud obtuli, sit te miserante propitiabile. Per Christum Dominum nostrum. Amen. |                                                                           |                                                                         |
| Benedicat vos omnipotens Deus, Pater, et Filius (†), et Spiritus Sanctus. | Benedicat vos omnipotens Deus, Pater, et Filius (†), et Spiritus Sanctus. | Niech was błogosławi wszechmogący Bóg, Ojciec i Syn (†), i Duch Święty. |
| Amen. | Amen.                                                                     | Amen.                                                                   |
| | Ite, missa est.                                                           | Idźcie, Ofiara spełniona / idźcie w pokoju Chrystusa                    |
| | Deo gratias.                                                              | Bogu niech będą dzięki.                                                 |

Po słowach Niech was błogosławi Bóg wszechmogący... (Benedicat vos omnipotens Deus...) biskup czyni nad wiernymi trzy znaki krzyża - przy wypowiadaniu imienia każdej z trzech Osób Boskich. Prezbiter i diakon czynią tylko jeden znak krzyża (jak zaznaczono w ww. tabeli).
W czasie uroczystych mszy sprawowanych przez biskupa (lub kilku biskupów) może być udzielone błogosławieństwo pontyfikalne, zawierające inną formułę błogosławieństwa i odpowiedzi ludu. Po mszy prymicyjnej prymicjant udziela błogosławieństwa prymicyjnego (wypowiadając wpierw ogólną formułę błogosławieństwa, a potem indywidualnie nakładając dłonie na głowę).
Na zakończenie niektórych nabożeństw (np. nabożeństwa różańcowego) udzielane jest błogosławieństwo Najświętszym Sakramentem. Również po nim wierni powinni uczynić znak krzyża świętego.